# Christina Perri
Christina Judith Perri (født 19. august 1986) er en amerikansk sanger og sangskriver fra Philadelphia i USA.
Christina udgav blandt andet albummet Jar of hearts, og var med til at lave soundtracket til Breaking Dawn den fjerde og sidste bog og film i Twilight-serien.